# Reinaldo Nuñez Álvarez
Reinaldo Núñez Álvarez (Los Vilos, 12 de noviembre de 1901 - Santiago, 11 de mayo de 1978) fue un mecánico industrial, obrero y político comunista chileno. Hijo de Nicomedes Núñez y de María Engracia Álvarez. Casado el 1 de diciembre de 1928, con Rosa María Ester Quiroz Vivanco.
En su actividad laboral se desempeñó como mecánico. Fue dirigente sindical de los obreros metalúrgicos del país. Durante el gobierno de Juan Antonio Ríos se desempeñó como consejero del Servicio de Seguro Social.
Militó en el Partido Progresista Nacional, nombre que llevó el Partido Comunista tras iniciar un período de clandestinidad por aplicación de una ley de 1932 (anterior a la Ley de Defensa Permanente de la Democracia y a la Ley de Seguridad del Estado).
Fue elegido Diputado por el 3.er. Distrito Metropolitano: Puente Alto (1941-1945). Integró la comisión de Industrias y la de Trabajo y Legislación Social.
A la llegada del régimen militar de 1973 fue perseguido por la dictadura. Su vida concluyó el 11 de mayo de 1978.